# Station Ashausen
Station Ashausen (Bahnhof Ashausen) is een spoorwegstation in de Duitse plaats Ashausen in de deelstaat Nedersaksen. Het station ligt aan de spoorlijnen Lehrte - Cuxhaven, Lüneburg - Stelle en Stelle - Maschen.

## Indeling
Het station heeft twee zijperrons met aan beide perrons één doorgangspoor, de perrons zijn sober ingericht met een aantal abri's. De perrons zijn niet direct verbonden, maar indirect via een fiets- en voetgangerstunnel ten oosten van het station. Door het station lopen twee doorgangsporen, waar vroeger de perrons van het station lagen. Deze zijn langs een nieuw spoor gebouwd, waardoor snellere treinen de stoptreinen kunnen passeren. Hier gaat ook de spoorlijn over van drie sporen uit Lüneburg naar vier sporen richting Hamburg. Ten noorden van de sporen ligt een Parkeer en Reisterrein, een bushalte en een fietsenstalling; welke ook ten zuiden van de sporen ligt.

## Verbindingen
De volgende treinserie doet het station Ashausen aan:
| Serie | Treinsoort              | Route                                                         | Bijzonderheden |
| ----- | ----------------------- | ------------------------------------------------------------- | -------------- |
| RB 31 | Regionalbahn (metronom) | Hamburg Hbf – Hamburg-Harburg – Maschen – Ashausen – Lüneburg |                |

Hamburg-Harburg ·
Meckelfeld ·
Maschen · 
Stelle ·
Ashausen ·
Winsen (Luhe) ·
Radbruch ·
Bardowick ·
Bardowick ·
Lüneburg ·
Bienenbüttel ·
Bad Bevensen ·
Emmendorf ·
Uelzen ·
Suderburg ·
Unterlüß ·
Eschede ·
Celle ·
Ehlershausen ·
Otze ·
Burgdorf (Han) ·
Aligse ·
Lehrte ·